# Cremastus globosus
Cremastus globosus är en stekelart som beskrevs av Dasch 1979. Cremastus globosus ingår i släktet Cremastus, och familjen brokparasitsteklar. Inga underarter finns listade.